# Беляево (Угранский район)
Беляево — деревня в Угранском районе Смоленской области России. Входит в состав Знаменского сельского поселения.
Население —2 жителя (2010 год).
Расположена в юго-восточной части области в 30 км к северо-востоку от Угры, в 9 км севернее автодороги Р132 Вязьма — Калуга — Тула — Рязань, .

## История
В годы Великой Отечественной войны деревня была оккупирована гитлеровскими войсками в октябре 1941 года, освобождена в марте 1943 года.